# Мочегай
Мочега́й (рос. Мочегай) — село у складі Асекеєвського району Оренбурзької області, Росія.

## Населення
Населення — 246 осіб (2010; 352 у 2002).
Національний склад (станом на 2002 рік):
- росіяни — 87 %